# Сауткина, Татьяна Анатольевна
Татьяна Анатольевна Сауткина (род. 18 апреля 1969), в девичестве Захарова — российская легкоатлетка, специалистка по спринтерскому бегу. Выступала за сборную России по лёгкой атлетике в 1990-х годах, обладательница серебряных медалей чемпионатов мира и Европы, серебряная и бронзовая призёрка Игр доброй воли, призёрка первенств национального значения. Представляла Хабаровский край. Мастер спорта России международного класса.

## Биография
Татьяна Сауткина родилась 18 апреля 1969 года.
Занималась лёгкой атлетикой в Хабаровске в местной специализированной детско-юношеской спортивной школе олимпийского резерва.
Впервые заявила о себе на взрослом всероссийском уровне в сезоне 1994 года, когда на чемпионате России в Санкт-Петербурге стала серебряной призёркой в индивидуальном беге на 400 метров, уступив на финише только Елене Андреевой из Свердловской области, и вместе с командой Сибири и Дальнего Востока взяла бронзу в эстафете 4 × 400 метров. Попав в основной состав российской национальной сборной, выступила на Играх доброй воли в Санкт-Петербурге, где стала восьмой на дистанции 400 метров и выиграла серебряную медаль в эстафете совместно с Натальей Хрущелёвой, Еленой Андреевой, Светланой Гончаренко и Еленой Голешевой. Также побывала на чемпионате Европы в Хельсинки, откуда привезла награду серебряного достоинства, выигранную в эстафете.
В 1995 году завоевала серебряную медаль в эстафете 4 × 400 метров на чемпионате мира в Гётеборге (участвовала здесь исключительно в предварительном квалификационном забеге). Кроме того, в беге на 400 метров одержала победу на Всемирных военных играх в Риме.
В 1998 году на зимнем чемпионате России в Москве уже под фамилией Сауткина стала бронзовой призёркой в беге на 400 метров, финишировав позади Ирины Росихиной из Ростовской области и Гульнары Сафиуллиной из Татарстана. Представляла страну на Играх доброй воли в Нью-Йорке, где в эстафете 4 × 400 метров получила бронзу.
За выдающиеся спортивные результаты удостоена почётного звания «Мастер спорта России международного класса».